# Batalla del monte Longdon
La Batalla de Monte Longdon se produjo durante la noche del 11 de junio hasta la madrugada del día 12 de junio de 1982 en el contexto de la guerra de las Malvinas entre  fuerzas británicas y argentinas y se saldó con la victoria de las tropas británicas. Es considerada una de las batalla más importante del conflicto, por combates cuerpo a cuerpo con bayoneta —poco usual en la guerra moderna— y por su punto estratégico, debido a que se trataba de una posición clave en torno a la guarnición argentina asentada en Puerto Argentino.

## Antecedentes
El 3.º Batallón Paracaidista llevó a cabo una desesperada marcha a través de las colinas al norte del Monte Simón para tomar la pieza clave del terreno alto que dominaba Estancia House, apodado Granja Estancia. Las condiciones meteorológicas fueron atroces para los paracaidistas que debieron marchar hacia el objetivo a través de empinadas colinas resbaladizas. Nick Rose, un soldado raso del 6.º Pelotón al mando del teniente Jonathan Shaw,  describió la dificultad del avance debido a las irregularidades del terreno y las condiciones del clima.
El capitán Matthew Selfridge del 3 PARA estableció una base de patrulla cerca del Río Murrell para fines de mayo, a dos kilómetros al oeste del Monte Longdon. Desde allí envió sus patrullas especializadas de la Compañía D para explorar las posiciones argentinas en Longdon. La Compañía D hizo patrulla en la noche del 4 al 5 de junio. Los integrantes de esta patrulla fueron el cabo Jerry Phillips y los soldados Richard Absolon y Bill Hayward, todos tiradores especiales. La patrulla de Phillips, dado la tarea de penetrar el 1.er Pelotón (Sección de Tiradores) del subteniente Juan Baldini con el fin de obtener un prisionero, informaron al regresar haber eliminado con fuego de tirador especial a un oficial argentino —Baldini— y los sirvientes de uno de sus morteros con un cohete antitanque. También informan que los defensores argentinos reaccionaron demasiado tarde pero con mucho fuego de ametralladora, además de artillería y morteros. Pero en verdad no hubo pérdidas entre los argentinos en Longdon esa noche. El cabo Phillips no obstante, mantiene haber matado o gravemente herido personalmente a un oficial argentino en las posiciones de Baldini y penetrado las defensas argentinas y eliminado a dos conscriptos encargados de un mortero con un cohete antitanque disparado a corta distancia.
En el lado argentino, los jefes pronto se dieron cuenta de que los soldados de la Sección de Exploración del subteniente Francisco Ramón Galíndez Matienzo, perteneciente al Regimiento 7, apostados en la posición circundante de Wireless Ridge (Cresta del Telégrafo) como parte de la reserva, no estaban en condiciones de llevar a cabo su propio patrullaje. Así que, las unidades de comandos argentinos, normalmente utilizados para reconocimientos profundos tuvieron que asumir este rol. Ellos fueron capaces de hacerlo con mucho éxito, y en las primeras horas del 7 de junio, una patrulla de la Compañía de Comandos 601 reforzada con cuatro Comandos de la Gendarmería Nacional (Subalferez Miguel Ángel Puente, Sargento Ayudante Natalio Jesús Figueredo y los Cabos Agustín Jara y Luis Alberto Kovalsky) del Escuadrón de Fuerzas Especiales 601 de la Gendarmería Nacional (EFE601GN), investigando los informes del mayor Jaimet de actividad enemiga alrededor del Murrell Bridge, fueron vistos acercándose hacia el puente. Después de varias noches, los cabos Peter Hadden y Mark Brown y sus patrullas habían llegado en la zona para reemplazar a los hombres del sargento Ian Addle, lugar que las patrullas del sargento John Pettinger y los cabos Jerry Phillips, Peter Higgs y Mark Hunter habían estado utilizando como una base de patrullas.
Pronto, un centinela informó de las figuras enemigas cerca del puente. Los paras abrieron fuego, y un confuso combate se desarrolló en la oscuridad, con intenso fuego de fusiles SLR británicos y FAL argentinos, ametralladoras GPMG británicas y MAG argentinas, misiles antitanques LAW británicas y granadas de fusil PDF argentinas intercambiándose. La patrulla de comandos al mando del capitán Rubén Teófilo Figueroa demostraron ser bastante agresivos y antes del amanecer habían obligado a los 30 paras a retirarse, teniendo que dejar atrás gran parte de su equipo en manos argentinas. Sólo un suboficial argentino —sargento Rubén Poggi— resultó herido durante la contraemboscada. A partir de entonces las patrullas británicas tuvieron que ser montadas más cerca de su propia línea en Granja Estancia.
Como la historia oficial del Regimiento de Paracaidistas británico ha reconocido:

Ellos se vieron obligados a evacuar sus posiciones rápidamente, dejando atrás sus mochilas y la radio, pero lograron retirarse sin sufrir ninguna baja. La ubicación se examinó en la tarde del 8 de junio por otra patrulla, pero no había ni rastro de las mochilas o de radio, lo que significaba que la red de comunicaciones por radio del batallón podía haber sido comprometida.

Según el cabo Mark Hunt de la Compañía D:

Vimos un montón de gente en el valle que venía hacia nosotros y los enfrentamos. Tenían un apoyo masivo de fuego con ametralladoras calibre 12,7 y 7,62 mm y nos reventaron, llovía balas y nos vimos obligados a retirarnos.

El 8 de junio un misil Blowpipe, lanzado por el cabo Hugo MacDougall del grupo antiaéreo de la Compañía B «Piribebuy» del Regimiento 6, alcanzó el Harrier del piloto vicecomodoro Peter Squire que había partido del portaaviones Hermes para bombardear Monte Longdon. Squire logró eyectarse y su cazabombardero se estrelló en San Carlos, dañándose sin reparación posible. Luego fue canibalizado.
Sin embargo, el coronel Pike y sus jefes de compañía, en la víspera de la batalla todavía tenían a los defensores argentinos en primera línea en baja estima, debido a los informes equivocados de la patrulla del cabo Phillips, y no esperaban que darían mucha resistencia.
Por esta razón, el coronel británico esperaba sorprender a los defensores argentinos avanzando lo más cercano posible bajo la cubierta de la oscuridad antes de pasar al asalto. El teniente coronel Pike esperaba causar mucho pánico entre los conscriptos argentinos y sus suboficiales y oficiales, y por esta razón no utilizó la artillería británica al comienzo de la batalla. Los tres objetivos principales —Fly Half, Full Back y Wing Forward— fueron nombrados como las posiciones empleadas en el juego de rugby. La Compañía B atacaría a través de Fly Half (apertura) antes de proceder hacia Full Back (espalda), mientras que la Compañía A, seguido por la Compañía C, tomarían Wireless Ridge.
Pero la moral seguía manteniéndose bastante razonable en el Regimiento 7. El soldado conscripto Elbio Eduardo Araujo, con una lata de dulce de batata vacía, tocaba La colina de la vida  (de León Gieco) contagiando con su canto a todos sus compañeros de la 3ra Sección de Tiradores. El soldado Miguel Ángel Arrascaeta fue herido por el fuego de ablandamiento británico en la primera semana de junio y evacuado, pero creyendo que sus amigos en el pelotón de fusileros de Neirotti todavía lo necesitaban, el conscripto hospitalizado regresó a Longdon donde perdió la vida combatiendo en la batalla. El soldado conscripto Fabián Emir Passaro de la Compañía B combatió en Monte Longdon como parte del pelotón adelantado de Baldini y recuerda la vida en esos momentos:

Los días eran bastante aburridos. El jefe de la compañía (capitán Eduardo López-Astore), que estaba más abajo, creo que con la tercera sección, era el que se comunicaba por radio con los otros lugares, con Puerto Argentino, por ejemplo. A veces venían y nos leían una información de cómo iba la guerra, un comunicado. Y el resto del día lo ocupábamos en alguna que otra tarea; a veces teníamos guardias, o reforzábamos un poco más las posiciones. Otras veces recibíamos instrucción; nos enseñaban a disparar sobre helicópteros con "fuego reunido", es decir con todos los fusiles a la vez ... La mayor parte de nosotros nos habíamos ajustado a lo que nos habían puesto, nos habíamos acostumbrados a la guerra. Pero algunos chicos (identificados como Carlos Alberto Carbone, Luis Leccese, Felix Benjamin Barreto y Antonio Francisco Belmonte en el libro Dos Lados De Infierno, Editorial Planeta, 1994) todavía estaban muy deprimidos y, en muchos casos, se estaban empeorando. Por supuesto, estábamos muy hartos de llevar la misma ropa puesta por tantos días, yendo sin una ducha, teniendo tanto frío, comiendo mal. Fueron demasiadas cosas juntas, aparte de nuestro temor natural de la guerra, el bombardeo y todo eso. Pero pienso que algunos de nosotros nos adaptábamos mejor que otros. Habían chicos que estaban muy preocupados; y traté de levantarles un poco el ánimo. 'No se preocupen,' les dije. 'Nada sucederá, estamos a salvo aquí. ¿'No ven ustedes que nunca podrán conseguir llegar aquí arriba? Somos unos mil; si ellos tratan de subir, nosotros los veremos y los sacaremos la mugre a balazos.

En una de sus últimas cartas el soldado Araujo escribió a su familia:

Islas Malvinas (¡Argentinas!): Quédense todos tranquilos que el soldado Araujo monta guardia por la Argentina (la de todos), próspera y soberana y que es fiel a su juramento.

Cuando la los hombres de la Compañía B —bajo órdenes del mayor Mike Argue— del 3 PARA fijaron bayonetas para asaltar las posiciones del 1.er Pelotón en Monte Longdon, se encontraron avanzando dentro un inmenso campo minado. Los zapadores británicos más tarde contarían unas 1500 minas antipersonales sembradas en las laderas adelantadas de Longdon, pero solo explotaron dos, diría el cabo Peter Cuxson, porque el resto estaba congelado por el hielo. De lo contrario la batalla final por Puerto Argentino habría sido una historia totalmente diferente, concluye el suboficial británico.

## Fuerzas en combate

### Fuerzas argentinas
El monte Longdon (nombre en código argentino: «Subsector Plata 2»), localizado al oeste de Puerto Stanley, estaba guarnecido por la Compañía B del Regimiento de Infantería 7, la 1.ª Sección de la Compañía de Ingenieros 10 y la Sección Antiaérea de la Compañía de Comando del Batallón de Infantería de Marina N.º 5. El jefe de la plaza era el mayor Carlos Eduardo Carrizo Salvadores, que era el 2.º jefe del Regimiento 7. Lo secundaba el jefe de la Compañía B, capitán Carlos López Astore. La fuerza argentina estaba posicionada en la cima del monte con cuatro puntos dispuestos para atacar a los 360° con énfasis al oeste. La Compañía B ocupaba tres de los puntos, con la 1.ª Sección (subteniente Juan Baldini), 2.ª Sección (sargento primero Raúl González) y la 3.ª Sección (teniente primero Enrique Nierotti) con frente al oeste, norte y sur, respectivamente. Contaba con un total de seis ametralladoras de calibre 12,7 mm, dos cañones de 105 mm. La 1.ª Sección de la Compañía 10 (teniente Hugo Quiroga) afrontaba al sur. En el centro estaba el Grupo de Morteros Pesados (sargento primero Pedro López) con dos piezas.
Era una formación muy bien entrenada del Ejército Argentino, en comparación con muchos otros ejércitos latinoamericanos. A fines de 1981, la X Brigada llevó a cabo operaciones de combate simuladas en conjunto con la Fuerza Aérea Argentina en presencia del comandante en jefe del Ejército Argentino teniente general Roberto Eduardo Viola. La X Brigada del general Jofre tendría 66 hombres muertos y 370 heridos en las Malvinas.
El Regimiento de Infantería 7, reforzado por dos secciones de Infantería de Marina, se atrincheró en Monte Longdon, Wireless Ridge y Cortley Ridge hacia el este. El teniente de navío Sergio Dachary había vuelto a Monte Longdon, en la semana anterior a la batalla después de atender el sepelio de su hermano del Grupo de Artillería de Defensa Aérea 601, y estuvo al mando de las ametralladoras pesadas de los infantes de marina en Monte Longdon.
En su mayoría conscriptos con un año de formación, poseían fusiles FN FAL totalmente automáticos que entregan más potencia de fuego que el SLR británico, granadas de fusil PDF y antitanques PAF, ametralladoras MAG de 7,62 mm, un radar de vigilancia terrestre Rasit; unos cincuenta del Regimiento 7 lucharían con más decisión que el resto y compartirían sus técnicas de comandos con sus compañeros, que aprendieron después de haber pasado por un curso de comandos organizado por el mayor Oscar Ramón Jaimet, entrenado como comando y ahora oficial de Operaciones del Regimiento de Infantería 6. Durante 1981, el general Oscar Luis Jofre organizó un pelotón helitransportado para cada unos de los Regimientos 3, 6 y 7 de la Brigada X bajo la supervisión del mayor Jaimet.

### Fuerzas británicas
Las Fuerzas Armadas británicas enviaron al 3.er Batallón del Regimiento Paracaidista (teniente coronel Hew Pike) al ataque contra el monte Longdon. Como reserva en la retaguardia se aprestó una parte del 2.º Batallón de paracaidistas. El apoyo de artillería fue provisto por seis cañones de la 79.ª Batería del 29.º Regimiento, además de la fragata HMS Avenger (F185).

## Desarrollo

### Ataque británico
Al anochecer del 11 de junio, la artillería británica bombardeó el monte Longdon. Los tendidos telefónicos se cortaron y los argentinos quedaron comunicados entre sí solo por radio. Los defensores se vieron obligados a apagar su radar para evitar su destrucción.
El 3 PARA marchó a sus líneas de partida, y después de una breve pausa, comenzaron a hacer su marcha de cuatro horas hacia Longdon. Al comenzar a aproximarse la Compañía B hacia Longdon, el cabo Brian Milne pisó una mina, lo que alertó a la 1.ª Sección de Tiradores del subteniente Baldini. Más de 20 soldados argentinos salieron de sus carpas de campaña para combatir, pero la mayor parte del pelotón recién comenzaba a despertar y salir de sus bolsas de dormir cuando el Pelotón No. 4 del teniente Ian Bickerdike llegó a estar entre ellos, ametrallando y bayoneteando a los argentinos.
El cabo Stewart McLaughlin estuvo presente toda la acción, eliminando una ametralladora MAG de 7,62 mm argentina. El cabo reunió a su sección y avanzaron hacia la cima con las bayonetas caladas entre una lluvia de fuego de ametralladoras argentinas.
El Pelotón No. 6 del teniente Jonathan Shaw, en el flanco derecho de la Compañía B, capturó la cumbre de Half Fly sin alguna lucha. Sin embargo, no habían detectado media docena de soldados argentinos del pelotón de Neirotti, después de haber tirado varias granadas en varias carpas y búnkeres abandonados, y estos conscriptos lanzaron el primer contraataque argentino de la noche contra el pelotón del teniente Shaw, lo que resulta en 4 o 5 paracaidistas muertos antes de que el área fuera controlada por los británicos. Durante tres horas, el combate cuerpo a cuerpo, hizo estragos en el sector del subteniente Baldini, hasta que los paras finalmente sobrepasaron a sus hombres.
En todo la posición del pelotón de Baldini, pequeños grupos de soldados estaban luchando por sus vidas. Los paras Ben Gough y Dominic Gray lograron arrastrarse sin ser detectado hasta un búnker argentino y se agacharon cerca a él mientras que los infantes de marina adentro disparaban. Al unísono los dos paras quitaron el seguro de las granadas y las hicieron entrar a través de la rendija de disparo del búnker. En el instante en que la granada explotó los dos saltaron adentro y empezaron a bayonetear a los sobrevivientes. El soldado Gray mató a uno al cortar con su bayoneta a través de la cuenca de un ojo. Los soldados Gough y Grey fueron mencionado en los despachos militares.
Baldini fue muerto tratando destrabar una ametralladora. El cabo Darío Rolando Ríos que había sido recientemente ascendido a sargento después de la pérdida del segundo al mando de la 1.ª Sección (sargento Evarosto Lozano) en un incidente de descarga accidental, fue encontrado muerto junto al subteniente. El cuchillo y las botas de Baldini fueron tomados por los paras británicos para uso personal. También mueren en los combates iniciales en Longdon, el sargento boina verde Jorge Alberto Ron (uno de los 14 comandos argentinos muertos en Malvinas del Escuadrón de Exploración de Caballería Blindado 10 y el observador adelantado de la artillería argentina operando una ametralladora, el teniente Alberto Rolando Ramos, cuyo último mensaje fue que su posición estaba rodeada. El subteniente Baldini sería póstumamente condecorado con la Medalla al Valor en Combate y ascendido al grado de teniente.
El comandante de la Brigada de Comandos 3, brigadier Julian Thompson, más tarde explicaría en un documental del History Channel que los cuadros argentinos (oficiales y suboficiales) en general combatían y caían muertos o heridos junto a sus conscriptos en las batallas terrestres:

Los argentinos en verdad combatieron en todos los objetivos, especialmente los jefes, los oficiales subalternos y suboficiales antiguos, quienes operarían las ametralladoras hasta el último momento y serían muertos operando las ametralladoras.
 Falklands Combat Medics (History Channel, 2012)

### Refuerzos argentinos
Justo cuando parecía que los paracaidistas sobrepasarían el pelotón de fusileros del sargento primero Raúl Roberto González en el vertiente norte de la montaña y el pelotón de fusileros del teniente primero Enrique Eneas Neirotti en el vertiente sur, refuerzos del 1.er pelotón de inginieros del teniente Hugo Quiroga de la Compañía de Ingenieros 10 en Fullback llegaron para ayudar a Neirotti y González. A través de los combates iniciales en este sector, la mayoría de las posiciones argentinas en la silla de la montaña se mantuvieron firmes, gracias a los recientemente llegados refuerzos usando visores nocturnos montados en cascos de los suboficiales, que resultaron ser bastante letales para los paracaidistas.
El soldado Nick Rose en 6 Pelotón reanuda su historia.

Pete Gray se levantó y fue a tirar un granada 42 y le disparó un francotirador en el antebrazo derecho. Nos pareció que la granada había explotado. Les golpeamos su brazo hacia abajo en el suelo para detener la hemorragia, creyendo que había perdido la mitad de su antebrazo derecho y la mano, pero todavía estaba allí y su brazo doblado en el antebrazo en lugar del codo – una cosa horrible de ver. Hay fuego viniendo hacia nosotros por todas partes, un montón de cosas que están cayendo por el lugar y luego 'bang' mi amigo 'Fester' [Tony Greenwood], es alcanzado justo encima de su ojo izquierdo, solo a un metro de distancia de mí. Eso fue una cosa terrible. "Fester" era un tipo tan encantador. Luego le tocó a 'Baz' Barratt. "Baz" se había vuelto a tratar de conseguir vendajes de curaciones para Pete Grey y estaba volviendo cuando 'bang' fue alcanzado en la espalda. Fue entonces cuando nos estancamos como un pelotón.

El teniente primero Neirotti abandonó su posición para tener un mejor alcance de fuego y fue herido en una pierna. No obstante, sigue combatiendo:

Parecía una autopista de noche con autos con las luces bajas encendidas... Recuerdo todavía al cabo primero Martínez, herido, que me grita que la artillería enemiga le mató al soldado Araujo y a su compañero. Veo a otro soldado caminar a los gritos, con sangre en los oídos y la boca, alcanzado por una onda expansiva. Veo todavía a un soldado argentino, desarmado, adelantarse para rescatar a dos heridos nuestros... Usted podía verles las caras a los ingleses y ellos a nosotros... Mire, yo partí en dos a un inglés [posiblemente el cabo James Murdoch] con mi ametralladora pesada. Cayó a pocos metros de donde estábamos nosotros. Y el fuego era tan intenso que no podíamos socorrerlo, ni a él ni a los nuestros. Lo escuché agonizar durante no sé cuantas horas, y todavía oigo sus gritos. Ese recuerdo me persiguió y me persigue todavía, aunque con menor intensidad porque aprendí a llevarlo conmigo.

El Sargento Rolando Mario Spizuoco también es herido, pero se arriesga en varias ocasiones para rescatar a los conscriptos heridos del pelotón de Baldini, rescatando a muchos.
La batalla iba mal para el mayor Mike Argue. La resistencia argentina era fuerte y bien organizada. En el centro de la montaña estaban los reclutas de Marina Jorge Maciel y Claudio Scaglione en un búnker con una ametralladora pesada y los soldados conscriptos infantes de marina Luis Fernández, Sergio Giuseppetti y otros con rifles equipados con visores nocturnos.
El teniente Ian Bickerdike y su radiooperador, y el sargento Ian McKay y un número de otros paras en el Pelotón 4 estaban tratando de realizar un reconocimiento sobre las posiciones de los infantes de marina argentinos; al hacerlo, el comandante del pelotón y radioperador resultaron heridos. El sargento McKay se da cuenta de que había que hacer algo, decidió atacar la posición de ametralladora pesada que estaba causando tantos problemas y tanta miseria.
El asalto fue recibido por una lluvia de fuego de la ametralladora MAG del sargento Benito Sabino Avaca de la 2.ª Sección de Tiradores. El cabo Ian Bailey fue herido de gravedad, un para muerto y otro herido. A pesar de estas pérdidas, el sargento McKay, con total desprecio por su propia vida, por lo que ganaría póstumamente la Victoria Cruz, siguió corriendo hacia la posición enemiga solo. Peter Harclerode, a quien se le otorgó el libre acceso a el diario de guerra del 3 PARA, y posteriormente escribió PARA! (Arms & Armour Press, 1993), señaló que McKay y su grupo neutralizaron a varios fusileros de marina en la posición, pero no pudieron neutralizar la ametralladora pesada.
El mismo cabo McLaughlin logró arrastrarse hasta encontrarse a de distancia de poder lanzar granadas hacia la ametralladora pesada de los marinos, pero a pesar de varios esfuerzos con granadas de fragmentación y cohetes LAW de 66 mm, fue incapaz de silenciarla.
El mayor Carrizo Salvadores en Full Back se había mantenido en contacto con los jefes argentinos en Puerto Argentino:

La situación es crítica. Ordeno al teniente Hugo Quiroga un contraataque. Otra lucha cuerpo a cuerpo. Hay bajas de ambos lados. Se logra estabilizar el frente de ataque inglés, pero el fuego de la artillería enemiga continúa. Los proyectiles estallan por todas partes, a metros donde teníamos el comando. Los ingleses nos están envolviendo. Pido refuerzos y llega tropa al mando del teniente Raúl Castañeda. Realiza un contraataque por el sector noroeste. Son las tres de la madrugada. Castañeda tiene éxito. Hace retroceder a los ingleses.

### Contraataque argentino
Ahora era el turno de los argentinos para atacar. El mayor Carrizo Salvadores maniobró la 1ra Sección de Tiradores del teniente Raúl Fernando Castañeda (Compañía C del Regimiento 7) contra los Pelotones 4 y 5 del 3 PARA mientras que bajo la dirección de un suboficial, parte del pelotón de fusileros de Castañeda avanzó en dirección al puesto de socorro británico. Los soldados conscriptos de los cabos Jorge Daniel Arribas, Julio Nardielo Mamani y Manuel Adan Medina, de Castañeda, demostraron ser bastande determinados, insultando a los paras en inglés (habiendo aprendido varias malas palabras viendo películas de acción de Hollywood en los cines de Buenos Aires) lo que convenció a varios paracaidistas británicos de que estaban luchando contra mercenarios estadounidenses en Longdon. El sargento británico Brian Faulkner, al ver que más de veinte heridos paras en el puesto de socorro británico estaban a punto de caer en manos de una de las fracciones de tiradores de Castañeda, desplegó a todos los que estaban lo suficientemente aptos para defender el puesto de socorro británico:

Elegí cuatro tipos y me subí en esta alta altura, y al hacerlo este pelotón (en verdad un grupo de más o menos doce fusileros) de veinte, o treinta argentinos estaban viniendo hacia nosotros. Nosotros simplemente abrimos fuego sobre ellos. No se cuantos nosotros matamos, pero recibieron lo que merecían, porque ninguno de ellos quedaron parados cuando terminamos con ellos.

Las cosas estaban tan mal que los paras de la compañía del mayor Mike Argue cesaron el fuego y dedicaron todos sus esfuerzos para retirarse de Longdon, abandonando prácticamente a todos sus muertos. Peter Harclerode, un destacado historiador británico del Regimiento de Paracaidistas, lo reveló oficialmente, diciendo que:

Bajo fuego de cobertura, los pelotones números 4 y 5 pelotones se retiraron, pero otro hombre resultó muerto y otros heridos en el proceso. En ese momento, el teniente coronel Hew Pike y su Grupo «R» llegó a la escena y el mayor Argue le informó sobre la situación. Poco después, el Sargento Mayor de la Compañía Weeks informó que los dos pelotones se habían retirado a una distancia segura y que todos los heridos habían sido recuperados. Los muertos, sin embargo, tuvieron que ser dejados donde habían caído. Mientras tanto, en la ladera sur del objetivo, los heridos del pelotón número 6 estaban siendo evacuados mientras que el resto se mantuvo al amparo de las rocas.

Yo estaba a punto de retirar mi Paras de Monte Longdon. No podíamos creer que estos adolescentes disfrazados como soldados nos estaban haciendo sufrir muchas bajas.
Comandante de la Brigada de Comandos 3, brigadier Julian Thompson.

Los diecinueve ilesos —de los cuarenta y seis hombres— de la sección de tiradores del teniente Raúl Castañeda habían logrado bajar de la montaña, con seis habiendo fallecido y veintiuno siendo heridos en combate, estaban totalmente agotados. Uno de los sobrevivientes, el soldado Leonardo Hector Rondi, lucía una boina marrón tomada de un soldado paracaidista muerto. El soldado conscripto Rondi, tras la perdida del radiooperador del pelotón, había esquivado a varios paras para entregar mensajes a los grupos de tiradores de Castañeda, y encontrado a un para muerto detrás de una roca (que pudo haber sido el sargento McKay) y se llevó la boina roja y fusil SLR del para, que más tarde dio a los jefes argentinos como trofeos. El año siguiente, Rondi fue condecorado con la medalla La Nación Argentina al Valor en Combate por ofrecerse voluntariamente como mensajero a pie, tras la muerte del operador de radio del pelotón de Castañeda que había sido alcanzado por un francotirador británico.

### Full Back
Luego de la inesperada y feroz lucha en Fly Half, el mayor Argue retiró los pelotones 4 y 5, y el 29º Regimiento Comando, y dirigió el fuego de artillería hacia el cerro desde el Monte Kent, después de lo cual el área estaba flanqueada por la izquierda. Bajo el fuego pesado, los remanentes de los pelotones 4 y 5, bajo las órdenes el teniente Mark Cox avanzaron hacia el objetivo Full Back, sufriendo algunas bajas a manos del pelotón de Castañeda en su avance. Mientras estaba despejando la posición argentina, el soldado Gray fue herido por un disparo en la cabeza, pero se negó a ser evacuado hasta que el mayor Argue hubiera consolidado sus tropas adecuadamente en sus posiciones en Fly Half. El soldado Kevin Connery mató personalmente a tiros a tres soldados argentinos heridos en esta acción. Los soldados británicos no podían seguir avanzando sin sufrir pérdidas inaceptables, por lo que fueron retirados al extremo occidental del Monte Longdon, con las órdenes de que la Compañía A del mayor David Collett se moviera a través de la Compañía B y atacara, desde el oeste, el objetivo oriental de Full Back, una posición muy defendida, con fuego de cobertura otorgado por la compañía de apoyo.
Los subtenientes John Kearton y Ian Moore —un oficial australiano agregado al 3 PARA—  reunieron a sus pelotones cerca de la cima occidental y les informaron cómo tratar con el enemigo. Pronto se atacó la cima oriental de Longdon en otro amargo combate cuerpo a cuerpo, despejando la posición de los defensores argentinos con fusil, granada y bayoneta. Mientras que la Compañía A estaba eliminando las últimas posiciones defensivas, el cabo McLaughlin fue seriamente herido por una ronda de cañón sin retroceso Czekalski disparado por dos suboficiales —los cabos Julio César Canteros y Jorge Norberto González de la Sección de Exploración del teniente primero Francisco Ramón Galíndez Matienzo— desde posiciones adelantados del punto fuerte Rough Diamond en Wireless Ridge. El suboficial británico fue muerto poco después por una bomba de 81 mm disparado por el pelotón de morteros del sargento primero Mario Ricardo Alcaide desde de la Compañía C del RI 7 en Rough Diamond mientras McLaughlin se dirigía hacia el puesto de socorro británico.
Alrededor de las 7 de la mañana, los cabos Canteros y González vuelven a abrir fuego con su cañón antitanque de 105 mm, dando muerte al cabo Christopher Lovett. Algún tiempo después de esto, ambos suboficiales abren fuego éxitosamente nuevamente, matando al cabo Scott Wilson.
En algún momento antes del amanecer, el avance británico es nuevamente detenido por un largo tiempo y el jefe del 3er Batallón de Paracaidistas pensó que los refuerzos de la Compañía A podrían verse obligados a retirarse con la noche prácticamente acabando. El teniente coronel Pike describió la presencia de los hombres de Castañeda cerca Full Back como un «momento negro en una noche larga y espantosa» para el 3 PARA. El cabo Manuel Adan Medina del pelotón de Castañeda se hizo cargo de un cañón antitanque y disparo contra la Compañía de Apoyo británica en la cima occidental de Longdon, matando a tres paras, incluyendo el para Peter Heddicker, quien recibió un impacto directo de la ronda antitanque, el cual aparte de los otros dos muertos hirió a otros tres paras. Al mismo tiempo, el capitán López Astore instruyó a los hombres que quedaban del teniente Quiroga que se preparasen para lanzar otro contraataque pero esta acción fue cancelado por una razon u otra. Esto desmiente las informaciones posteriores de algunos veteranos, los cuales afirman que López Astore huyo del campo del combate. También existe la versión del cabo Elías Infante y otros exmilitares que el mayor Carrizo Salvadores huyo tempranamente de la batalla. A pesar del nuevo avance de la compañía A del mayor Collett, los argentinos defendieron rigurosamente Full Back. El mayor Carrizo Salvadores solamente abandonó su puesto de comando en Full Back, algún tiempo después de las 06.32 hora local, cuando un misil Milan disparado por el pelotón antitanque británico en Fly Half se estrelló contra unas rocas justo detrás de él. En el puesto de comando argentino el mayor Collett encontró dos mil cigarrillos que reparte entre los fumadores en su compañía.
Al amanecer, llegó como refuerzootro pelotón de de unos 45 fusileros de la Compañía A del Regimiento 7 protegido por la densa neblina, al que el teniente primero Jorge Calvo (jefe de la compañía) ordenó hacia adelante (contra las órdenes de sus superiores en Puerto Argentino) para reforzar la defensa, pero sin encontrar a los hombres del teniente Raúl Castañeda en Full Back esta sección de refuerzos se retiró después de hacer un reconocimiento de la zona.

### Fin de la batalla
La batalla y el fuego inmediato que le siguió al amanecer —proveniente de Wireless Ridge y monte Tumbledown y que fue inicialmente dirigido por el capitán Eugenio Daneri—, duró doce horas y fue costosa para los británicos. El batallón británico 3 de paracaidistas (3 PARA) tuvo diecisiete muertos durante la batalla nocturna, también fue muerto al amanecer un ingeniero real agregado al 3 PARA. Tres de los paracaidistas muertos –los soldados rasos, Ian Scrivens, Jason Burt y Neil Grose– solo tenían diecisiete años; el soldado Grose murió en batalla el día de su cumpleaños. Los británicos inicialmente solo admitieron un total de 40 heridos durante la batalla nocturna y informan que otros seis paracaidistas —inluyendo a Richard Absolon, un francotirador neozelandés en la Compañía D— fueron muertos y siete paracaidistas más resultaron heridos en el bombardeo de dos días que siguió y que fue dirigido en gran parte por el teniente de corbeta Rubén Eduardo Galliussi, jefe del pelotón de morteros pesados del Batallón de Infantería de Marina Nº 5 en monte Tumbledown y el capitán Rodrigo Alejandro Soloaga del Escuadrón de Exploración de Caballería Blindado 10 "Coronel Isidoro Suárez" en el valle de Moody Brook.
En 2019, el soldado paracaidista Mick Southall reveló que solo 30 soldados de la Compañía 'B' quedaron a pie después de la furiosa acción nocturna, confirmando las sospechas por parte del teniente Castañeda y sus hombres de que unos 100 paracaidistas británicos en el 3 PARA habían resultado muertos o heridos en la batalla. Southall dice:

Los soldados enemigos estaban decididos, por decir lo menos... Es por eso que mi compañía sufrió un 60 o 70 por ciento de bajas... Mi compañía fue reducida a 30 tipos... Fueron tan patriotas y entusiastas con su causa como nosotros con la nuestra. Ellos creían firmemente que estaban luchando por lo correcto y nosotros también... Ellos no huyeron, estoy seguro que algunos lo hicieron pero muchos de ellos no.

Un comando zapador de los Marines Reales (Sargento Peter Thorpe) también fue herido en el sector del monte Longdon en las horas diurnas del 12 de junio, cuando fue enviado para rescatar a varios miembros de una batería de artillería atrapados y lesionados dentro de un vehículo Snowcat en un campo minado cerca del Puente Murrell. En la noche del 13 al 14 de junio, el 3 PARA sufrió más bajas cuando fue objeto de fuertes bombardeos por parte del Regimiento 7 en Wireless Ridge y bombarderos Canberra. Los argentinos sufrieron 31 muertos, 120 heridos y 50 combatientes tomados prisioneros. Entre los heridos sobrevivientes estaban inicialmente los soldados conscriptos Ramón Quintana y Manuel Gramisci que serían pronto ejecutados por los paracaidistas británicos buscando venganza por la pérdida de tantos de sus camaradas.
Al final, además de la victoria de los paracaidistas británicos, fue notable las bajas sufridas entre ambos bandos, pues en esta batalla fueron muertos o heridos 151 soldados argentinos, mientras que los británicos sufrieron 23 muertos y 80 heridos..

## Consecuencias
Cuando en 1993 se publicó el libro Viaje al Infierno del exparacaidista británico Vincent Bramley que denunció el fusilamiento de soldados argentinos en Monte Longdon, el soldado Néstor Flores contó su historia. Relató que en aquella madrugada en Monte Longdon vio cómo los paracaidistas mataron a balazos al herido Ramón Quintana y mataron con una bayoneta a Donato Gramisci, quien también había sido herido en combate.
Gramisci había suplicado horas antes que no lo dejaran solo en la montaña, pero el soldado conscripto Sergio Sánchez quien lo había encontrado en la oscuridad, no pudo cumplir con su promesa de volver por el herido.
El cabo británico Vincent Bramley recordó haber estado patrullando la mitad occidental del Monte Longdon cuando se confrontó con todo el horror del combate nocturno. El suboficial del 3 PARA y empeñoso escritor tropezó con los cuerpos de cuatro o cinco paracaidistas atrapados entre las rocas y muertos a manos del pelotón de Neirotti.
El cabo McLaughlin —combatiente británico muerto por un proyectil de mortero cuando caminaba hacia el puesto de socorro a causa de una herida anterior— era muy respetado por su pelotón. Según sugiere el escritor Jim Keys, no fue propuesto para un reconocimiento post mortem debido a que al recuperar su cuerpo se encontró una colección de orejas enemigas en una de sus bolsas de municiones. Si bien la práctica de mutilación de cadáveres no fue investigada, en una nota publicada en The Independent un excombatiente británico señaló que podría haber sucedido luego de un enfrentamiento cuerpo a cuerpo. Algunos excombatientes argentinos afirman que soldados ingleses degollaron personas en este combate.[cita requerida]

### Tumbas argentinas sin nombres
33 años después de la guerra se informó de nuevo en los principales periódicos del mundo que en contravención del Convenio de Ginebra, 123 argentinos muertos en Malvinas fueron enterrados como soldados desconocidos, sin sus chapas metálicas y tarjetas plásticas de identificación, fotos y cartas personales, documentos que hubiesen ayudado a los británicos en identificarlos. 
La mayoría de los muertos argentinos no identificados pertenecían a las unidades que habían luchado contra los paracaidistas británicos, acusados de varios crímenes de guerra contra los soldados argentinos. Muchos de los soldados argentinos no tenían medallas identificatorias, por lo que les permitieron que llevaran sus cédulas militares.
En 2017, el excabo Vicent Bramley admitió haber robado cartas de los argentinos caídos en Longdon.

### Controversias
En cuanto a la batalla de Monte Longdon se han escrito numerosos mitos y contramitos, a favor y en contra el rol de los militares argentinos. Desde el punto de vista militar la batalla fue la más sangrienta en Malvinas. Según varias versiones iniciales británicas, los comandos del ejército argentino se repartieron entre los conscriptos y esto ayudó a los combatientes argentinos a combatir duramente. En realidad, sólo un pequeño pelotón de infantes de marina argentinos estuvo presente, y este se dividió entre los soldados argentinos del Ejército. En charlas dadas en las escuelas y entrevistas concedidas por miembros del CECIM, se difunde de manera prolija la idea de que los conscriptos defensores del monte fueron abandonados por los cuadros y combatieron «sin ningún tipo de instrucción de nuestros jefes, los oficiales y suboficiales». Según el exsoldado Ernesto Alonso —hospitalizado durante la batalla después de ser evacuado previo a los combates por el shock nervioso causado por la explosión de un proyectil enemigo— actualmente presidente de la Comisión Nacional de Excombatientes de Malvinas, no debe interpretarse que Carrizo Salvadores o Dachary jugaron un rol importante, aunque varios historiadores y veteranos dicen que hasta el final del combate ambos jefes militares confiaban que les llegarían los refuerzos que repetidamente habían solicitado. La mayoría de los soldados que combatieron junto a Ernesto Alonso toman su acto como una excusa para no permanecer en el campo de batalla y niegan toda acusación a Baldini.
Baldini recibió muchas críticas por parte del exsoldado conscripto Alberto Carbone en el libro Los Dos Lados Del Infierno (Planeta, 1994) por haberle acusado de desertor y aplicarle el castigo de campo en Longdon.[cita requerida] Sin embargo, Baldini había autorizado la evacuación de Carbone el 10 de junio pese a sus dudas. El soldado conscripto tenía un disparo en el muslo que se había disparado dentro de su carpa —Carbone niega que su herida de bala fue autoinfligida a propósito—. El periodista argentino Rodolfo Barili también ha reportado las duras críticas del exsoldado conscripto Luis Aparicio en el documental Malvinas, Herida Abierta, al ser descubiertos huesos de cordero dentro la cueva de Baldini. Sin embargo, se ha establecido hace varios años ya, que Baldini había ordenado a un grupo selecto de conscriptos salir a cazar ovejas para que sus hombres se pudieran alimentaran mejor. También existe polémica por la muerte del subteniente Baldini, quien fue sorprendido durmiendo en su carpa descalzado según la versión contada por CECIM en el libro Los Dos Lados Del Infierno. Baldini habia sido sorprendido previo a la batalla por un subordinado, a quien le ordeno callar lo que veía, se encontraba con sus pies descubiertos al sol, tratando de secar sus medias y airear sus pies que ya comenzaban a necrosarse por el "pie de trinchera"
Sobre el entrenamiento recibido, el soldado conscripto Jorge Alberto Altieri, en una entrevista después de la guerra describió su entrenamiento tipo comando en la Compañía B. Tomás Szumilo también afirmó que los conscriptos recibieron una formación más que adecuada en el Regimiento 7.
Diversos testimonios dan cuenta de las deficiencias en la logística. Altieri sostuvo que las principales comidas que se repartieron entre el 16 de abril y 11 de junio consistieron en lentejas con porotos verdes y un poco de carne de cordero, pero estas comidas se complementaron con algunos suplementos tales como barras de chocolate y tarros de carne. Sin embargo, según Altieri, los conscriptos no estuvieron bien alimentados. Sobre el aprovisionamiento de aquellos días, Julio Gerardo Lago —soldado encargado de la distribución de alimentos— describió las dificultades que se presentaron en su tarea, debidas en parte a las pocas horas diurnas durante los días previos al inicio del invierno austral.
El 23 de mayo, en vista que las Compañías A, B y C llevaban 41 días en las posiciones sin haber sido relevadas, el capitán Raúl Eugenio Daneri decidió ordenar las compañías tomarse el turno en preparar y servir la comida del Regimiento 7 y asi poder comer un poco mejor. Miguel Savage, soldado de la Compañía C, describió su experiencia y el modo en que él y su compañero se beneficiaron de la tarea.
A pesar del riesgo de aplicarles el castigo de campo, el 8 de junio cuatro soldados conscriptos (Carlos Alberto Hornos, Pedro Vojkovic, Alejandro Vargas y Manuel Zelarrayán) se escaparon de la Compañía A del Regimiento 7 e intentaron conseguir alimentos y comida que el soldado Savage —que había encontrado un pulóver azul— y otros decían haber visto dentro la casa abandonada de un estanciero, cerca del río Murrell. Al llegar a las cercanías de la casa, encontraron que el río Murrel les impedía el paso, pero hallaron un bote que ler permitió atravesarlo. De regreso, con el bote cargado con los elementos que habían tomado de la vivienda, accionaron una mina antitanque al intentar sacarlo del agua y los cuatro soldados murieron.
Otros investigadores sostienen que los oficiales y suboficiales hicieron cuanto les fue posible, dadas las circunstancias, por lograr buenas condiciones generales para los soldados, se esforzaron por levantar la moral de los conscriptos y fueron buenos combatientes. En este sentido, el historiador británico Nicholas van der Bijl  analizó positivamente el accionar del subteniente Baldini, restando validez a las críticas que sobre él se habían expresado. En una entrevista José Luis Aparicio, excombatiente de Malvinas,  recordó su experiencia cuando, antes del desembarco británico, Baldini pudo sacar sus a hombres de sus trincheras en dos oportunidades y llevarlos a la capital malvinense para que pudieran bañarse y dormir bajo techo.
Los miembros del Centro de Excombatientes Islas Malvinas (CECIM) —que desde principio se definió como «Anti-Héroes»— denunciaron torturas físicas y psicológicas, estaqueos, maltratos, privación de alimentos en Monte Longdon y hasta la muerte por congelamiento del infante de marina Héctor Miguel Rolla mientras cumplía funciones de guardia. El subteniente Juan Domingo Baldini de la Compañía B «Maipu» en Monte Longdon, fue acusado de haber estaqueado a tres o cuatro conscriptos por haber abandonado sus puestos para ir en busca de comida. En 2007, la ministra de defensa de Argentina, Nilda Garré, reconoció que las normas militares vigentes durante la guerra de las Malvinas, que en otros ejércitos eran conocidos como castigo de campo, permitía el estaqueo en caso de la inexistencia de cárceles.
Ernesto Alonso, en ese entonces soldado del 1ª Sección de la Compañía B del Regimiento 7, y luego presidente de CECIM, describió los castigos a que eran sometidos los soldados que incumplían órdenes, y encuadró el accionar de algunos oficiales, con las prácticas represivas de la dictadura cívico-militar entonces en el poder.

En 2009, la justicia federal de Comodoro Rivadavia ratificó el fallo en primera instancia de un juzgado federal de Río Grande, Tierra del Fuego de acusar formalmente a setenta oficiales y suboficiales de tratamiento inhumano de los soldados conscriptos durante la guerra. 
Pablo Vassel, entonces subsecretario de derechos humanos de la provincia de Corrientes, junto al centro de excombatientes de la provincia, impulsó la investigación oficial acerca de lo sucedido. En 2017, el investigador Juan Cruz Campagna criticó el lento accionar judicial respecto a los 120 hechos denunciados desde 2007.
Algunos medios señalaron la falsedad de las acusaciones, argumentando que mediante datos manipulados o tergiversados se armaron causas sin evidencias firmes destinadas a acusar a los oficiales y suboficiales argentinos y obtener resarcimientos económicos.
Ninguna de las denuncias realizadas ha podido ser comprobada, luego de las investigaciones pertinentes, por parte de la justicia y nadie ha sido condenado.
En 2019, el controvertido autor británico Ricky D Phillips mintió abiertamente en Quora (sitio de internet para "compartir conocimiento") al afirmar a su grande y leal audiencia que los defensores argentinos no solamente habían empleado mercenarios estadounidenses para defender monte Longdon, sino que también habían levantado banderas blancas durante la batalla para solo abrir fuego una vez que los paracaidistas británicos abandonaban cubierta para poder tomar prisioneros a los defensores. También haría la afirmación ridícula de que unos 120 mercenarios estadounidenses habían combatido contra los británicos en la Batalla del monte Tumbledown.